# Opowieści z Doliny Smoków (singel)
Opowieści z Doliny Smoków – szósty singel polskiego rapera Bedoesa z jego trzeciego albumu studyjnego o tej samej nazwie. Singel został wydany 28 października 2019.
Nagranie otrzymało w Polsce status potrójnie platynowego singla, przekraczając liczbę 60 tysięcy sprzedanych kopii.

## Geneza utworu i historia wydania
Utwór napisali i skomponowali Borys Przybylski i Kamil Łanka, który również odpowiada za produkcję utworu.
Singel ukazał się w formacie digital download 28 października 2019 w Polsce za pośrednictwem wytwórni płytowej SBM Label. Piosenka została umieszczona na trzecim albumie studyjnym Bedoesa – Opowieści z Doliny Smoków.

## Teledysk
Do utworu powstał teledysk zrealizowany przez Krzysztofa Dziubę, który udostępniono w dniu premiery singla za pośrednictwem serwisu YouTube.

## Lista utworów
- Digital download[2]

1. „Opowieści z Doliny Smoków” – 3:44

## Certyfikaty
| Kraj          | Certyfikat         | Sprzedaż |
| ------------- | ------------------ | -------- |
| Polska (ZPAV) | 3× platynowa płyta | 60 000+  |